# Stabæk IF
Stabæk IF är en idrottsförening i Bærum i Norge, bildad 1912. Klubbnamnet kommer från tätorten Stabekk.
Klubben har sektioner för fotboll (Stabæk Fotball), bandy (Stabæk Bandy), handboll och alpin skidsport. Fotbollslaget är mest berömt internationellt, men herrlaget i bandy har vunnit flera norska mästerskap. Damlaget i handboll har spelat flera säsonger i Norges högsta division i handboll. Klubben bedriver sedan tidigare även friidrottsverksamhet och har en gång i tiden också bedrivit ishockey, som man blev norska mästare i 1947.
Stabaek Fotbolls bästa målskytt genom tiderna är svensken Daniel Nannskog.